# 国家密码管理局商用密码检测中心
国家密码管理局商用密码检测中心，位于北京市丰台区靛厂路7号院，是国家密码管理局直属事业单位。

## 简介
国家密码管理局商用密码检测中心“开展商用密码研究开发，促进经济发展。”业务范围是“商用密码算法研究；商用密码芯片研究开发；商用密码保密体制研究；商用密码技术标准和规范研究；商用密码算法和产品检测；商用密码芯片研制与推广；密码理论和应用技术研究；商用密码技术开发与咨询服务。”
国家密码管理局商用密码检测中心的主要职责是：“商用密码产品密码检测、信息安全产品认证密码检测、含有密码技术的产品密码检测、信息安全等级保护商用密码测评、商用密码行政执法密码鉴定、国家电子认证根CA建设和运行维护、密码技术服务、商用密码检测标准规范制订等。”该检测中心由中国国家认证认可监督管理委员会指定为首批信息安全产品认证检测实验室。该检测中心参与研制的数十项技术标准已经作为国家标准或密码行业标准正式实施。

## 历任主任
- 李大为（？—？）[3]
- 周国良（？—）[1]